# Maria Löfberg
Maria Löfberg, född 16 september 1968, är en svensk organist, musiklärare och tonsättare.
Hon tog 1997 en Masterexamen vid Högskolan för scen och musik vid Göteborgs universitet och är sedan 2007 medlem i Föreningen svenska tonsättare.
Maria Löfberg skriver musik, ofta sakral, för soloröst, kör, orgel och kammarensemble.

## Priser och utmärkelser
- 2011 – Andra pris i Jyväskyllä kompositionstävling för damkör och symfoniorkester med Guido' s Discovery
- 2014 – Vinnare av Allmänna Sången & Anders Wall Composition Competition med körstycket Sandskrift

## Verk

### Orkestermusik
- Pianokonsert i a-moll för piano och kammarorkester (2004)
- Symfoni nr 1: Via.Vita (2010)
- Symfoni nr 2 (2010/2012)
- Guido’s Discovery (Symfoni nr 3) för damkör och symfoniorkester (2011)
- A Migration Fanfare för symfoniorkester (2013)
- Ouverture för orkester (2015)

### Kammarmusik
- Fiat lux för blåsorkester (2002)
- Sonata I för flöjt och orgel (2003)
- Sonata II för cello och orgel (2004)
- Dagsvit för cello och orgel (2005)
- Vanitas vanitatem för violin, cello och orgel (2005)
- Sonata IV för oboe och piano (2006)
- Elements for Cello för cello och piano (2006)
  1. ”The Color of Earth”
  2. ”The Nature of Fire”
  3. ”The Motion of Water”
  4. ”The Spirit of Air”
- Nunc Dimittis för sopran, flöjt, cello, piano (2006)
- SEASONS 1–4 för flöjt, violin, viola och cello (2007)
- Preludium och Toccata för gitarr (2008)
- Stråkkvartett nr 2 (2011)
- Twisted… or Knot?! för basklarinett och stråkkvartett (2011)
- Pianotrio nr 1: No! We’ll die from it! för violin, cello och piano (2012)
- Perpetuum mobile för cembalo (2012)
- One Must Never Yield! för marimba och vibrafon (2013)
- Tre danser för gitarr (2013)
- Violin sonata för violin och piano (2013)
  1. ”Fireworks Fragments”
  2. ”Colorful Waltz”
  3. ”Moonlight, Starlight ...”
  4. ”Pizzicato Merry-Go-Round”
- Alleluia Dance för orgel och marimba (2014)
- Viola Stories för viola och piano (2014)
  1. ”Once Upon a Time ...”
  2. ”A Summer Saga”
  3. ”The Tale About the Two Trees”
  4. ”The True Story About My 2nd Bike”
  5. ”A Prayer (for My Father)”
- Dreaming Dance för gitarr (2015)

### Orgelverk
- Toccata, Trio & Final för orgel (2000)
- Orgelbuffé, sju orgelstycken (2001–03)
- Suite espagnol för orgel (2004)
- En glassbilsfuga för orgel (2006)
- Nästan fort för orgel (2010)
- Nästan sakta för orgel (2010)
- Himlasprång, variationsverk för orgel över visa av Alf Hambe (2011)
- Fyrhymn för orgel (2012)
- Victory! (Orgelsonat nr 1) (2012)
- Academy! (Orgelsonat nr 2) (2013)
- Sommardanser för orgel (2013)

### Mässor, kantater och oratorier
- Liten julkantat för kör och instrument (1996)
- Liten påskkantat för kör och instrument till text av tonsättaren (1996)
- Liten adventskantat för kör och instrument till text av tonsättaren (1997)
- Liten pingstkantat för kör och instrument till bibeltexter (1997)
- Te Deum för sopran, blandad kör och orgel (1997)
- Liten allhelgonakantat för kör och instrument (1999)
- Nativitas, juloratorium för blandad kör, 2 violiner och 3 celli (1999)
- Liten kyndelsmässokantat för kör och instrument (2000)
- Långfredagsmusik för kör och stråkkvartett till bibeltexter (2000)
- Stabat Mater för sopran, alt, damkör och stråkkvartett (2001)
- Liten kantat för kör och instrument till bibeltexter (2002)
- Missa Laetatus sum för sopran, alt, klarinett och orgel (2002)
- Magnificat anima mea för blandad kör, sopran, stråkorkester, 2 horn och cembalo (2003)
- Psaltarrapsodi 1 (”Du sänder din ande”) för sopran, baryton, blandad kör, flöjt, 2 violiner, viola, cello och orgel (2005)
- Psaltarrapsodi 2 (”Herren är min herde”) för blandad kör, soli, flöjt, stråkkvartett och kororgel (2006)
- Psaltarrapsodi 3 (”Vi sätter vårt hopp till Herren”) för blandad kör och stråkkvartett (2007)
- Missa Rex för blandad kör a cappella (2007)
- En psalm av David för blandad kör och stor orgel (2007)
- En berättelse om Guds mor, ett Maria-oatorium för solister, recitatör, blandad kör, blåskvintett, harpa och stråkorkester till text av Lars Lindman (2007)
- Res dig, stråla i ljus, en liten trettondedagskantat för blandad kör, solotrio, flöjt, klarinett och piano/orgel (2009)
  1. ”Res dig, stråla i ljus” (Jesaja 60:1)
  2. ”En stjärna gick på himlen fram” (Anders Frostenson)
  3. ”Ännu löftets stjärna brinner” (Eva Norberg)
  4. ”Allt under himlens stjärnor klara” (Anders Frostenson)
  5. ”Ära vare Gud”
  6. ”Koral” (Anders Frostenson)
- Vi såg och tror, påskopera för blandad kör och instrument (2010)
- Herre över allting, himmelsfärdsoratorium i fem satser för blandad kör, damkör, orkester och solister (2011)
- Vi lovar dig, o store Gud!, kantat för blandad kör, soli och orgel till text av Johan Olof Wallin (2012)
- Sjung din glädje, Maria, juloratorium för blandad kör, soli och orkester till text av Åsa Hagberg (2013)
- Är han din, Maria, påskoratorium för blandad kör, soli och orkester till text av Åsa Hagberg (2013)
- O Maria, det är kärlek, ett juloratorium för sopran, baryton, blandad kör med solister och orkester till text av Åsa Hagberg (2013)

### Körmusik
- Därför att ljuset, en musikal för ungdomskör med komp med libretto av Anita Bohl (1993)
- There Is No Rose för 8-stämmig blandad kör a cappella (1997)
- Ave verum corpus för blandad kör a cappella (1997)
- Sommarvisor, två sånger för unison diskantkör och piano till text av Anita Bohl (1997)
- Salve Regina för damkör (1998)
- Hildegard Motets för sopran, alt och piano till text av Hildegard av Bingen (1999)
  1. ”O choruscans lux stellarum”
  2. ”O virtus Sapientie”
  3. ”Spiritus sanctus”
  4. ”Nunc gaudeant”
- Hoppas för 2-stämmig barnkör till text av tonsättaren (2000)
- Let the Light Glow för barnkör till text av tonsättaren (2000)
- Marsch för 2-stämmig diskantkör eller 3-stämmig blandad kör (2000)
- Ave Maria för blandad kör a cappella (2001)
- Menuett för 3-stämmig diskantkör eller blandad kör (2001)
- With One Accord för barnkör med ackordanalyser till text av Fred Kaan (2001)
- Bana väg! för blandad kör och piano till text av Kerstin Hesslefors Persson (2002)
- Cantate Domino för blandad kör a cappella (2002)
- Let There Be Light för solo, diskantkör och piano till text av tonsättaren (2002)
- När du talar för barnkör/blandad kör och piano till text av Marianne Bokblad (2002)
- One Smile för 2-stämmig barnkör (och instrument ad lib) (2002)
- Flos de flore & Magnificat för manskör a cappella (2003)
- Kärleken för barnkör och piano till text av tonsättaren (2003)
- E-Le-Men-Ts för 2 blandade körer (2004)
- Höj jubel till Herren för blandad kör och orgel till text ur Psaltaren (2004)
- Lovad vare Herren för blandad kör och orgel (2004)
- Tiden är inne för blandad kör a cappella till text ur Markusevangeliet (2005/2015)
- O nata lux för blandad kör a cappella (2005/2015)
- Tre små motetter till mycket välkända texter för damkör a cappella (2006)
  1. ”Imse vimse” med traditionell text
  2. ”Bä bä” till text av Alice Tegnér
  3. ”Björnen sover” med traditionell text
- Jag är livets bröd för blandad kör a cappella (2006)
- Så går en dag för blandad kör a cappella till text av Johan Olof Wallin (2007)
- Vinden blåser för blandad kör och blåskvintett (2008)
- Linnaeus-svit för blandad kör och blåskvintett (2008)
  1. ”Den blomstertid nu kommer”
  2. ”Vivito innoque”
  3. ”Venit tempus floribus”
- Där Herrens ande är för blandad kör a cappella till text av Daniel Sandén (2008)
- Tre Höga-visan-sånger för blandad kör (2011)
- The Chronic Lack of Time för manskör (2012)
- Lauda! (”Om vi tiger…”) för blandad kör a cappella (2013)
- Uti din nåd för blandad kör a cappella (2013)
- Hylla Herren, hela världen! för blandad kör a cappella (2013)
- Improperierna för blandad kör a cappella (2013)
- Sandskrift för blandad kör a cappella till text av Christina Glasell (2014)
- Jesu sju ord på korset för blandad kör a cappella (2014)
- Triapsalma för manskör a cappella till texter ur Psaltaren (2014)
  1. ”De profundis” (Psaltaren 130)
  2. ”Dominus pascit me” (Psaltaren 23)
  3. ”Domini est terra” (Psaltaren 24)

### Röst
- Dina spår, 20 sånger för röst, piano och instrument (1996–2003)
- Dixit Dominus för baryton och stråkkvartett (1997)
- Missa Brevis för sopran och orgel (1998)
- The Lord is My Shepherd för sopran/tenor, 2 violiner och viola da gamba/cello/orgel (1998)
- Paratum cor meum för alt och piano (1998)
- Rubaiyat Songs för hög röst och piano till text av Omar Khayyam (2000)
  1. ”Epigram”
  2. ”Paradise Enow”
  3. ”To-day”

  - Reviderad version för sopran, piano och klarinett. Satser som ovan, kompletterad ”In Vain” (2011)
- Fem psaltarpsalmer för sopran/tenor och orgel (2001)
  1. ”Ur djupen ropar jag” (Psaltaren 130)
  2. ”Jag ser upp emot bergen” (Psaltaren 121)
  3. ”Sänd ditt ljus” (Psaltaren 43)
  4. ”Halleluja! Sjung till Herrens ära” (Psaltaren 149)
  5. ”Ljuvlig är din boning” (Psaltaren 84)
- Fyra psaltarpsalmer för alt/baryton och orgel (2002)
  1. ”Skydda mig, Gud” (Psaltaren 16)
  2. ”Hoppas på Herren” (Psaltaren 131)
  3. ”Lyckliga de som har sin styrka i dig” (Psaltaren 84)
  4. ”Herren är min herde” (Psaltaren 23)
- Snövitan lin för sopran, piano och cello (2002)
- Maria och Jesus för hög röst, piano och cello till traditionell text (2002)
- Påskmusik för sopran, cello, piano, blandad kör ad lib (2002)
- Vishetens trädgård, ett kammaroratorium för sopran, recitatör, slagverk och cello (2004)
- Kyrie för 2 sopraner, oboe och stråkorkester (2004)
- Magnificat för sopran och harpa (2005)
- Jag vill sjunga om min vän för sopran, tenor, stråkkvartett till text av Eva Norberg (2005)
- Laudate Dominum för två lika röster (2006)
- Vår-under för sopran, flöjt, cello och piano till text av tonsättaren (2010)
- Salomos ordspråk, 7 sånger för tenor/sopran, horn och piano till text ur Ordspråksboken (2011)
  1. ”Guld och pärlor finns i mängd ...” (Ordspr 20:15)
  2. ”Silver prövas i degeln ...” (Ordspr 17:3)
  3. ”Bättre bo i en vrå på taket ...” (Ordspr 21:9)
  4. ”Vänliga blickar ...” (Ordspr 15:30)
  5. ”Glad blir den som kan ge svar ...” (Ordspr 15:23)
  6. ”Att svara ...” (Ordspr 18:13)
  7. ”Bara skräp, säger köparen ...” (Ordspr 20:14)
- Tre Tranströmer-sånger för sopran, cello och piano till text av Tomas Tranströmer (2011)
  1. ”Minnena ser mig”
  2. ”Han som vaknade av sång över taken”
  3. ”Midvinter”
- Fem haikudikter för röst eller blandad kör och piano till text av Tomas Tranströmer (2011)
- Psaltare och lyra för sång och piano till text av Erik Axel Karlfeldt (2011)
- Tre psaltarpsalmer för baryton och orgel (2012)
  1. ”Herren är min herde” (Psaltaren 23)
  2. ”Bara hos Gud finner jag ro” (Psaltaren 62)
  3. ”Hylla Herren, hela världen” (Psaltaren 100)
- Circles. Sun! för sopran, stråkorkester och slagverk (2012)
- Fader vår för sång och, orgel/piano (2013)